# 台灣農民黨
台灣農民黨，簡稱台農黨，是中華民國的一個已不存在的政黨，其前身被視為是親王金平的基層農會漁會，因不滿王未獲中國國民黨提名2008年中華民國總統大選，而於2007年6月15日在高雄縣澄清湖風景區召開成立大會，並推舉雲林縣農會理事長謝永輝擔任黨主席。2007年7月11日，獲內政部核備公文，成為中華民國第128個政黨。2007年10月25日，公布其黨旗、黨徽。該黨的創黨理念是「農為國之本，國以民為天，農漁民不是二等國民」，並宣稱要完成農業經濟綱領、制定農業基本法、成立農業部、改善農漁村生活、建立農漁民保險與退休福利制度等使命職責，並且派員參選2008年中華民國立法委員選舉（第七屆立法委員選舉）。該黨主張為弱勢的農工漁民發聲，於第七屆立法委員選舉中推出11位區域立委及八位不分區立委候選人，然皆未當選，立委選舉後傾向暫停黨務運作。
2007年9月17日，立委柯俊雄加入台灣農民黨，成為該黨在立法院第一個席次，並排入第七屆立委不分區名單第二名。不過隨著未過政黨票5%門檻，柯連任失利卸任後，該黨自然失去席次，之後不曾擁有任何公職。
2019年9月12日召開全國黨員大會決議解散，並經內政部發布台內民字第10800612571號函予以備案。

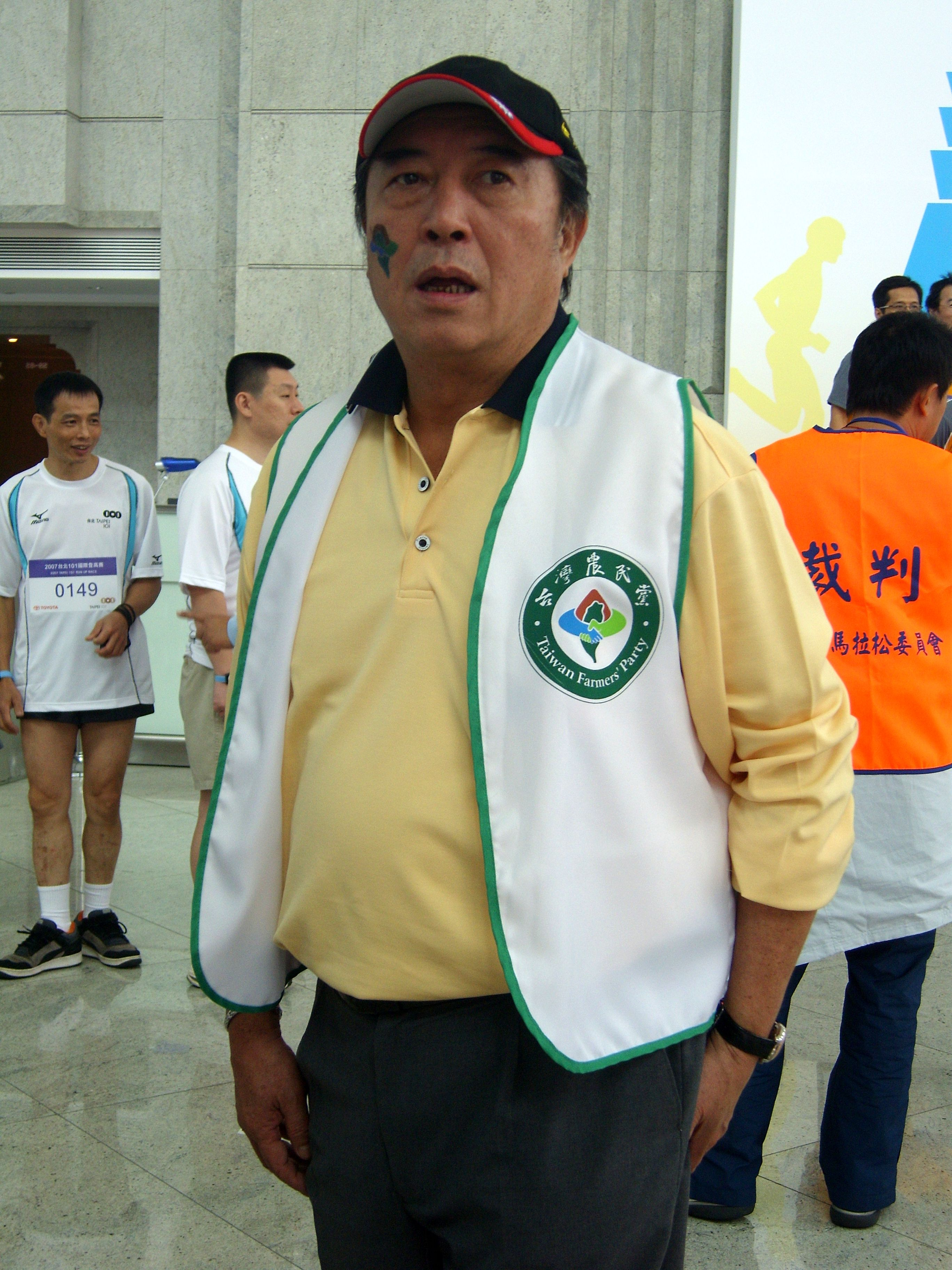
穿著台灣農民黨背心的柯俊雄，台灣農民黨黨徽印在其左胸口上，攝於2007年

## 參照
- 中華民國政黨列表

## 外部連結
- 台灣農民黨部落格 （页面存档备份，存于）